# Mya II
Die Mya II ist ein 2013 auf der Fassmer-Werft gebautes deutsches Forschungsschiff. Das Schiff wird von der Wattenmeerstation des Alfred-Wegener-Instituts für Polar- und Meeresforschung (AWI) auf Sylt eingesetzt und ersetzt den 1978 gebauten Katamaran Mya.

## Geschichte
Die Mya II wurde im Dezember 2011 vom Alfred-Wegener-Institut für Polar- und Meeresforschung bei der Fassmer-Werft in Berne-Motzen bestellt und bis 2013 unter der Baunummer 5060 gebaut. Der Rumpf wurde von der polnischen Werft Kedat zugeliefert. Das am 16. Juli 2013 getaufte Schiff wurde dem AWI am 17. Juli übergeben und am 13. August in Dienst gestellt. Die 4,5 Millionen Euro Entwicklungs- und Baukosten des Schiffes stammen zu 10 Prozent vom Land Schleswig-Holstein und zu 90 Prozent aus Bundesmitteln. Benannt ist das Schiff nach der Sandklaffmuschel, deren wissenschaftlicher Name Mya arenaria ist.

## Technische Daten und Ausstattung
Angetrieben wird die Mya II von einem MAN-Dieselmotor (Typ: D 2876 LE 407) mit 360 kW Leistung, der auf einen Festpropeller wirkt. Sie erreicht eine Geschwindigkeit von bis zu 10 kn. Ein luftgekühlter Hilfsdiesel erlaubt das Trockenfallen im Wattenmeer.
Zur wissenschaftlichen Ausrüstung gehören ein Hydraulikkran mit 10 Meter Auslage, ein schwenkbarer Heckgalgen, ein offenes Arbeitsdeck mit Containerstaufläche, eine klappbare Heckplattform, ein Aluminium-Arbeitsboot, ein flexibler Gerätearm für Messungen bis zu 4,5 m unterhalb des Schiffsrumpfes sowie diverse Seilwinden und Echolote. Mit dem Multifrequenz-Echolot können Quallen, Garnelen oder einzelne Fischarten sowie die Größe der Tiere erkannt und ihre Menge bestimmt werden.
Für den Einsatz im Nationalpark Wattenmeer ist die Mya II mit dem Blauen Engel und dem Klassezeichenzusatz „Environmental Passport“ ausgezeichnet. Eine Abgasreinigungsanlage reduziert die Stickstoffoxide auf 15 Prozent des Grenzwertes von 2013.
Die Schiffsbesatzung besteht aus zwei Personen. Es stehen drei Arbeitsplätze für bis zu zwölf Wissenschaftler zur Verfügung.

## Einsatz
Die Mya II ist trotz des Tiefganges von nur 1,5 m seegängiger und schneller als die alte Mya. Das Schiff wird für wissenschaftliche Aufgaben im Wattenmeer zwischen Sylt und Rømø eingesetzt. Darüber hinaus ist sie in der Lage, auch im Seegebiet zwischen Sylt und Helgoland und im Bereich der Offshore-Windparks sicher zu operieren. Das Schiff soll auch in dem von der Nationalparkverwaltung Schleswig-Holsteinisches Wattenmeer koordinierten Projekt „Vom Sediment zum Top-Prädator (STopP)“ bei Langeneß eingesetzt werden.